# Quebrada Macurquima
La quebrada Macurquima es una quebrada y arroyo ubicado en la Región de Tarapacá, Provincia del Tamarugal, comuna de Huara. Nace al noroeste del cerro homónimo y fluye hacia el sureste hasta desembocar en la quebrada de Aroma.
También es llamada quebrada Macurquina, arroyo Macurquina, arroyo Macorquina o quebrada Macorquima.

## Historia
Luis Risopatrón la describe en su Diccionario Jeográfico de Chile: 511 
Macurquima (Quebrada de) 19° 20' 69° 07’. Es de barrancos profundos, lleva aguas dulces, corre hácia el SW i desemboca en la parte superior de la de Aroma. 2, 7, p. 220 i 221; i 149, i, p. 142; Macurquina en 77, p. 53; arroyo Macurquina o Macorquina en la misma p. 53; i Macorquima en 95, p. 47 i 98.